# Алзас
Алзас или Елзас, (фр. Alsace) је регион Француске. Главни град је Стразбур који је уједно и највећи град.
Алзас је у почетку био део Светог римског царства и постепено је прешао под француску власт, да би у 17. веку постао регион Француске.
Регион се налази на крајњем истоку Француске и граничи са Немачком и Швајцарском.

## Географија
Алзас покрива површину од 8280 km² што га чини најмањим регионом у континенталној Француској. Територија је 190 km дугачка и 50 km широка и чини 1,5% површине Француске.
На истоку региона се налази река Рајна, а на западу планине Вогези.
На југозападу регион се граничи са регионом Франш-Конте и са регионом Лорена на западу.
Крајолик је већином шумски, а и неколико долина се налази у региону.
Највиша тачка у региону је Гран Балон 1424 m (бивши ballon de Guebwiller), који се налази у департману Горња Рајна.
Алзас има полуконтиненталну климу са хладним и сувим зимама и врућим летима. Град Колмар је најсувљи град у Француској са годишњим падавинама од 550mm.

## Историја
У давна времена Алзас су настањивала номадска племена, да би се 1500. п. н. е. на то подручје почели досељавати Келти. 58 год. п. н. е. Римљани су напали Келте и Алзас претворили у центар винске културе. На том су подручју Римљани подигли бројна утврђења и војне кампове. Падом Римског царства подручје Алзаса су преузели прво Алемани, па од 5. века Франци. Временом Алзас је постао део Светог римског царства немачког народа и био је под управом Хабзбурговаца. Године 1336. и 1339. били су велики прогони Јевреја, које су кривили за кугу, лошу жетву и јаке зиме. Већи дио Алзаса је уступљен Француској 1648. на крају Тридесетогодишњег рата. Алзас и Лорена су уступљени Немачком царству после Француско-пруског рата. Алзас је остао део Немачке до краја Првог светског рата када је припојен Француској Уговором у Версају. После Првог светског рата, регионална влада је прогласила независност, да би недељу дана после Французи поново преузели власт. Регион је поновно припојен Немачкој 1940. године, за време Другог светског рата. Француска је поновно преузела контролу над покрајином, 23. новембра 1944.

## Становништво
Становништво Алзаса ће нарасти између 12,9% и 19,5% између 1999. и 2030. године.
Са густином од 209/km² Алзаса је трећа најнасељенија покрајина континенталне Француске. Становништво је већином немачког порекла.

## Економија
Са БДП-ом од 24.804 € по становнику, ово је друга најбогатија регија у Француској. Већи БДП од Алзаса има само Париски регион. 68% радних места отпада на услуге, а 25% на индустрију, што покрајину чини индустријски најразвијенијом регијом у Француској.